# 寶可拳
《寶可拳》（又译作）是一款由宝可梦公司授权万代南梦宫工作室开发與发行的3D格斗类街机游戏。本作的最大特色是将宝可梦系列中的各类宝可梦制作成格斗游戏角色，本作由万代南梦宫娱乐旗下著名格斗游戏系列《铁拳》系列以及《魂之系列》的制作人原田胜弘与星野正昭担当制作人，游戏在系统上继承了《铁拳》系列的风格。
本作于2015年夏季在日本地区开始部署街机框体、并于2016年3月登陆Wii U主机平台。2017年9月登陆任天堂Switch平台，并命名为《寶可拳 POKKÉN TOURNAMENT DX》。

## 角色
《寶可拳》的制作方原先預計在遊戲內加入700隻寶可夢。依據不同角色分作參戰寶可夢、輔助寶可夢與觀戰寶可夢。
可操作寶可夢共有23隻（包含型態差異），分别为：路卡利歐、皮卡丘、怪力、水君、沙奈朵、玛狃拉、喷火龙、耿鬼、火焰雞、面罩摔角手皮卡丘、蜥蜴王、黑暗超夢、超梦、长尾火狐、烈咬陆鲨、水晶燈火靈、达克莱伊、巨钳螳螂、不良蛙、帝王拿波、狙射树枭、坚盾剑怪、水箭龜。不同版本登場的寶可夢也不盡相同。
| 登场宝可梦       | 街机版 | Wii U版 | 任天堂Switch版 |
| ---------------- | ------ | ------- | -------------- |
| 路卡利歐         | 可使用 | 可使用  | 可使用         |
| 皮卡丘           | 可使用 | 可使用  | 可使用         |
| 怪力             | 可使用 | 可使用  | 可使用         |
| 水君             | 可使用 | 可使用  | 可使用         |
| 沙奈朵           | 可使用 | 可使用  | 可使用         |
| 玛狃拉           | 可使用 | 可使用  | 可使用         |
| 喷火龙           | 可使用 | 可使用  | 可使用         |
| 耿鬼             | 可使用 | 可使用  | 可使用         |
| 火焰鸡           | 可使用 | 可使用  | 可使用         |
| 面罩摔角手皮卡丘 | 可使用 | 可使用  | 可使用         |
| 蜥蜴王           | 可使用 | 可使用  | 可使用         |
| 黑暗超夢         | 可使用 | 可使用  | 可使用         |
| 超梦             | 可使用 | 可使用  | 可使用         |
| 长尾火狐         | 可使用 | 可使用  | 可使用         |
| 烈咬陆鲨         | 可使用 | 可使用  | 可使用         |
| 水晶燈火靈       | 可使用 | 可使用  | 可使用         |
| 达克莱伊         | 可使用 | 不可用  | 可使用         |
| 巨钳螳螂         | 可使用 | 不可用  | 可使用         |
| 不良蛙           | 可使用 | 不可用  | 可使用         |
| 帝王拿波         | 可使用 | 不可用  | 可使用         |
| 狙射树枭         | 不可用 | 不可用  | 可使用         |
| 坚盾剑怪         | 不可用 | 不可用  | 可使用         |
| 水箭龟           | 不可用 | 不可用  | 可使用         |